# Old Town Road
〈Old Town Road〉(올드 타운 로드)는 래퍼 릴 나스 엑스의 노래이다. 릴 나스 엑스의 데뷔 EP 《7》의 리드 싱글로서, 2018년 12월 3일에 발매되었다.
특히나 빌리 레이 사이러스가 피처링을 맡은 리믹스가 SNS 상에서 화제가 되어 전 세계적으로 큰 화제가 되었고, 이는 곧 차트 및 음반 판매에까지 직접적인 영향을 미쳤다. 빌보드 핫 100 최장 기록인  19주 1위를 차지하였으며, 영국 싱글 차트에서도 1위를 한 곡이다. 미국 음반 산업 협회(RIAA) 인증 트리플 플래티넘 등급을 받은 곡이다.
제62회 그래미상 올해의 레코드 부문 후보에 올랐다.